# バイロ・アルト

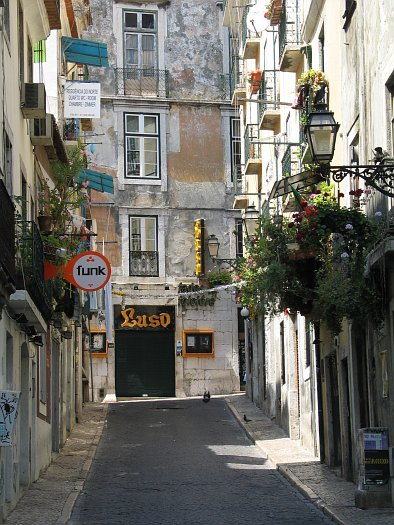
バイロ・アルト

バイロ・アルト（Bairro Alto ポルトガル語発音: [ˈbai̯ʀu ˈaɫtu]）は、ポルトガル・リスボンの地区。ポルトガル語で『高い地区』という意味である。単に「バイロ」と呼ばれる。リスボンでも古い地区で、住居と商業地区がある。かつては貧困階級が多く住んだが、現在は人気のある地区で、ファドの聴けるクラブや酒場が多く集まる。ポルトガルの主要新聞社のオフィスがこの地区に集中している。
1990年代から、バイロ・アルトはいくつかの大きな変化を遂げた。リスボン市役所は地区再開発に予算を投じ、新たなレストラン、クラブ、流行の店が開店し多くの若者を惹きつけた。バイロ・アルト住民の自家用車や救急車を除いて、車の乗り入れが禁止されており、通りは快適である。現在、バイロ・アルトはリスボンの若者を集める中心地であり、首都一の夜の歓楽街である。パンク・ロック、ゲイ、ヘヴィメタル、ゴス、ヒップホップやレゲエといった音楽シーンがバイロ・アルトのクラブを拠点にしている。昼間には、代々住む住民が日々の食料の買い出しに出かけるような、伝統的な暮らしが守られている。